# Коиньяк
Коинья́к (фр. Cohiniac, брет. Kaouennieg, галло Coheinyac) — коммуна во Франции, находится в регионе Бретань. Департамент — Кот-д’Армор. Входит в состав кантона Плело. Округ коммуны — Генган.
Код INSEE коммуны — 22045.

## География
Коммуна расположена приблизительно в 400 км к западу от Парижа, в 105 км западнее Ренна, в 15 км к юго-западу от Сен-Бриё.

## Население
Население коммуны на 2016 год составляло 365 человек.
| 1962 | 1968 | 1975 | 1982 | 1990 | 1999 | 2010 | 2016 |
| ---- | ---- | ---- | ---- | ---- | ---- | ---- | ---- |
| 397  | 408  | 393  | 390  | 370  | 351  | 383  | 365  |

## Экономика

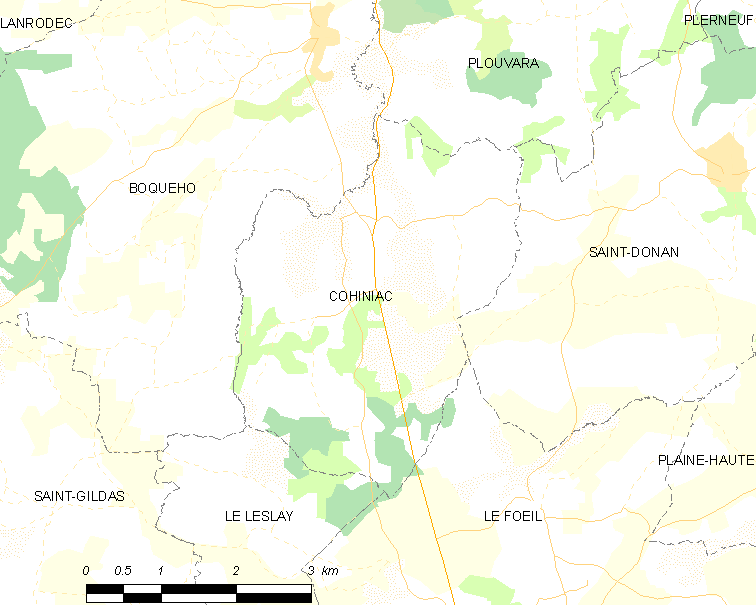
Карта коммуны

В 2007 году среди 233 человек в трудоспособном возрасте (15—64 лет) 177 были экономически активными, 56 — неактивными (показатель активности — 76,0 %, в 1999 году было 71,3 %). Из 177 активных работали 161 человек (96 мужчин и 65 женщин), безработных было 16 (4 мужчины и 12 женщин). Среди 56 неактивных 17 человек были учениками или студентами, 23 — пенсионерами, 16 были неактивными по другим причинам.